# Mielichhoferia brevicaulis
Mielichhoferia brevicaulis là một loài rêu trong họ Bryaceae. Loài này được Hornsch. mô tả khoa học đầu tiên năm 1840.